# 黄德勋
黄德勋（1950年2月17日—），中国四川省成都市人，围棋职业七段棋手。他1982年定为七段。他曾担任中国围棋协会技术委员会副主任和成都棋院副院长。

## 国内比赛成绩
黄德勋分别获1974年、1977年、1983年全国围棋个人赛第6名、第3名和第5名，获首届中国国手战亚军，第二届国手战第5名。

## 轶事
黄德勋在国内围棋比赛中虽然从未夺冠，但屡次击败实力更强的聂卫平，因此有“聂卫平克星”的称号。